# 信濃善光寺駅
信濃善光寺駅（しなのぜんこうじえき）は、かつて長野県長野市西長野（現・新諏訪一丁目）に存在した善光寺白馬電鉄の駅（廃駅）である。同線の廃止に伴い廃駅となった。
同線では南長野駅と善光寺温泉駅を除く唯一の交換駅であり、引込線も敷設されていた。

## 歴史
- 1936年（昭和11年）11月22日：南長野 - 善光寺温泉東口間の開通により開業。
- 1944年（昭和19年）1月10日：善光寺白馬電鉄の休線により休止。
- 1969年（昭和44年）7月9日：善光寺白馬電鉄の廃線により廃止。

## 駅構造
島式ホーム1面2線を有する地上駅であり、引込線を併設していた。

## 駅周辺
裾花川の近くにあった駅で、近隣には中学校や市立保育園があるが、周辺は民家が多い。当駅は駅名に善光寺が付くが、寺そのものは北東へやや離れた所にある。なお、善光寺の近くには善光寺下駅があるが、この駅は長野電鉄長野線の駅である。
- 長野市立西部中学校
- 長野市加茂保育園
- 国道406号
- 長野市道長野西9号線
- 長野市道長野西24号線
- 長野市道長野西28号線
- 裾花川

## 隣の駅
善光寺白馬電鉄
妻科駅 - 信濃善光寺駅 - 茂菅駅